# Макаревский, Давид Яковлевич
Давид Яковлевич Макаревский (1934, Одесса — 14 июня 2007, Берлин) — украинский актёр театра и кино, юморист, писатель, конферансье. Бывший участник КВН.

## Фильмография
- 1966—1967 — КВН (ТВ)
- 1977 — Струны для гавайской гитары — Отец Вовы
- 1982 — Трест, который лопнул — Мэр
- 1991—1996 — Джентльмен-шоу (ТВ)
- 1994 — Анекдотиада, или История Одессы в анекдотах — Юорис Осипович Рабинович